# Micah Hauptman
Micah A. Hauptman (Philadelphia (Pennsylvania), 26 december 1973) is een Amerikaans acteur.
Hauptman begon zijn carrière in 1999 en verscheen aanvankelijk in korte en low budget films. In 2008 verscheen hij voor het eerst in een grote productie met een bijrol als CAOC-analist in de superheldenfilm Iron Man. In 2013 speelde Hauptman de rol van crimineel August Hardwicke in de misdaadfilm Parker en in 2015 de rol van bergbeklimmer David Breashears in de rampenfilm Everest, gebaseerd op een waargebeurd verhaal. In 2015 speelde hij ook de rol van CIA-analist Mills in het vijfde seizoen van de dramaserie Homeland. In 2018 verscheen hij als antagonist Hollister in de thriller Rust Creek.